# LRLL 54361

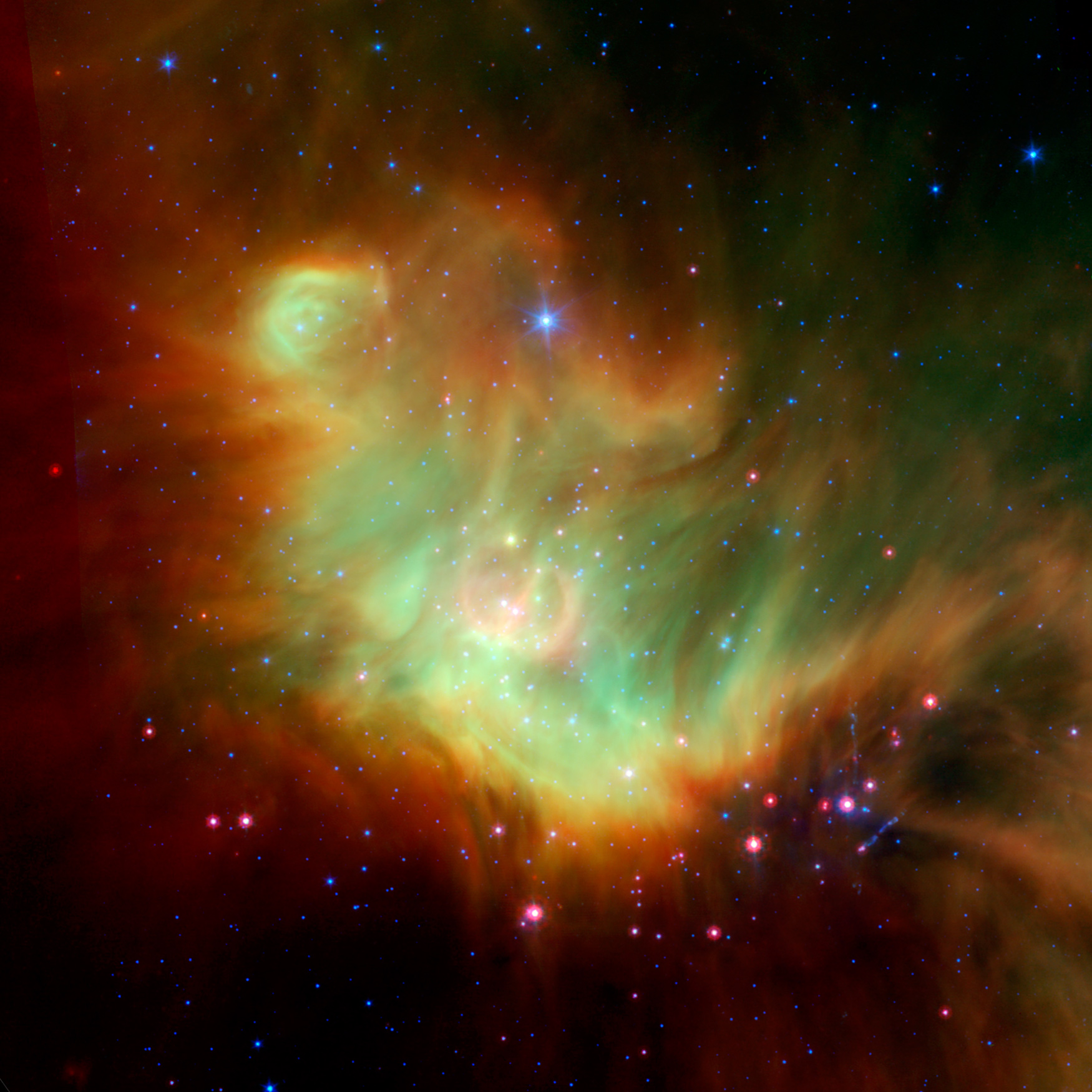
LRLL 54361周圍區域

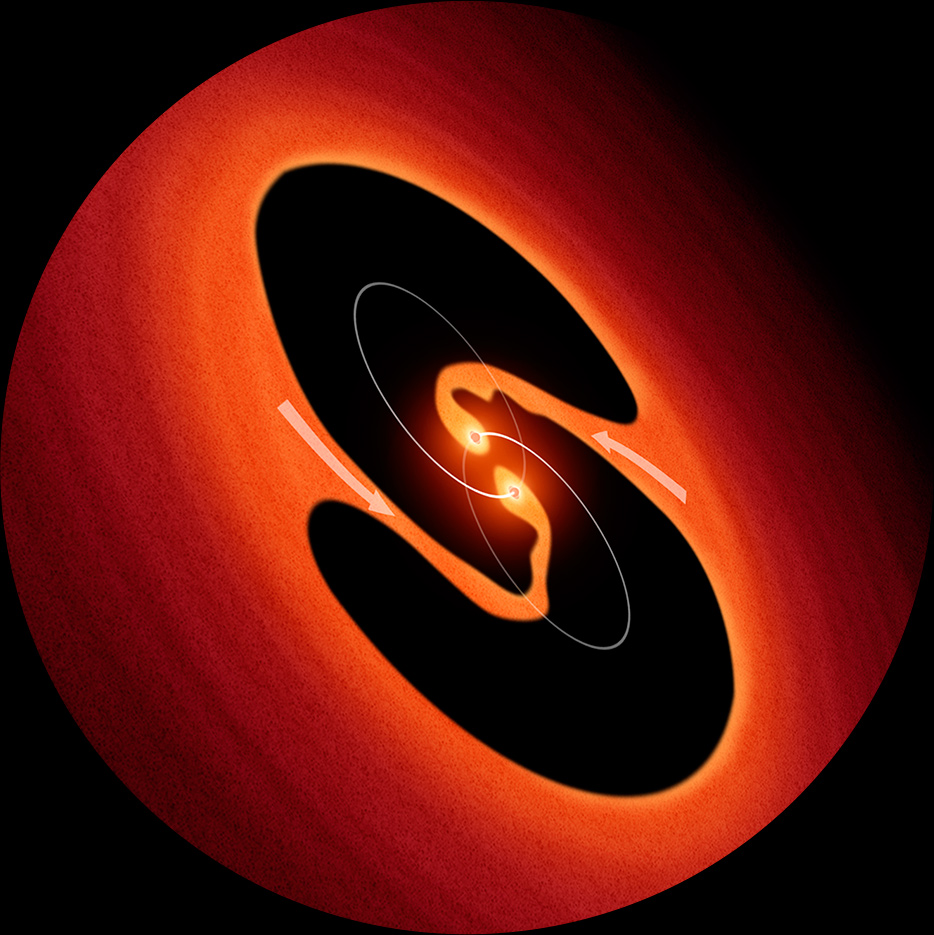
畫家筆下 LRLL 54361 的聯星系統

LRLL 54361，或稱為 L54361，被認為是一個產生類似頻閃狀態的原恆星聯星，位於英仙座的恆星形成區域 IC 348，距離地球約950光年。

## 概要
這個新發現的天體也許可讓天文學家深入了解恆星形成的早期階段，就是大量氣體和塵埃落入新形成聯星的狀態，即脈衝吸積模型。這個天體每25.43日即有一次可見光爆發，報認為是兩顆原恆星以極高離心率橢圓軌道互繞並重複交互作用造成的結果。這些閃光可能是大量物質落入增長中原恆星而造成。因為兩顆恆星都被濃密的星周盤和周圍的塵埃遮蔽，難以直接觀測。這樣的過程已在恆星形成的晚期過程被觀測到，但在這之前從未在如此年輕的系統中被發現，而且它的強度和規律性也是前所未有。這兩顆原恆星年齡被認為只有數十萬年。
史匹哲太空望遠鏡觀測恆星形成區域 IC 348 內的變動天體時首次觀測到 LRLL 54361，哈伯太空望遠鏡確認了史匹哲太空望遠鏡的發現，並顯現了原恆星周圍的結構細節。哈伯太空望遠鏡拍攝影像顯示了星周盤內兩顆巨大並且清除周圍物質的恆星。目前有赫雪爾太空望遠鏡等其他觀測設備對 LRLL 54361 持續觀測，天文學家希望能對該聯星系統和成員星軌道進行更多直接觀測。

## 座標
- R.A. 03h 43m 51
- Dec. +32° 02' 48"